# الدقة (رصد)

تعديل مصدري - تعديل

الدقة هي إحدى قرى عزلة القارة بمديرية رصد التابعة لمحافظة أبين، بلغ تعداد سكانها 132 نسمة حسب تعداد اليمن لعام 2004.